# محمد سعیدی (دیپلمات)
محمد سعیدی (متولد ۱۳۴۰ در اراک) معاون سابق برنامه‌ریزی، بین‌الملل و امور مجلس سازمان انرژی اتمی ایران بوده‌است.

## زندگی‌نامه
سعیدی از ابتدای شروع پرونده هسته‌ای، به مدت ۵.سال عضو ثابت تیم مذاکره‌کننده هسته‌ای ایران بوده‌است.. وی از سال ۱۳۹۴ تا مرداد ماه سال ۱۳۹۸ ریاست هیئت مدیره و مدیرعاملی کشتیرانی جمهوری اسلامی ایران را عهده‌دار بود. آبان ماه ۱۳۹۸ وی به اتهام دریافت رشوه ۴۴ میلیارد تومانی بازداشت شد.